# 總統府 (華沙)

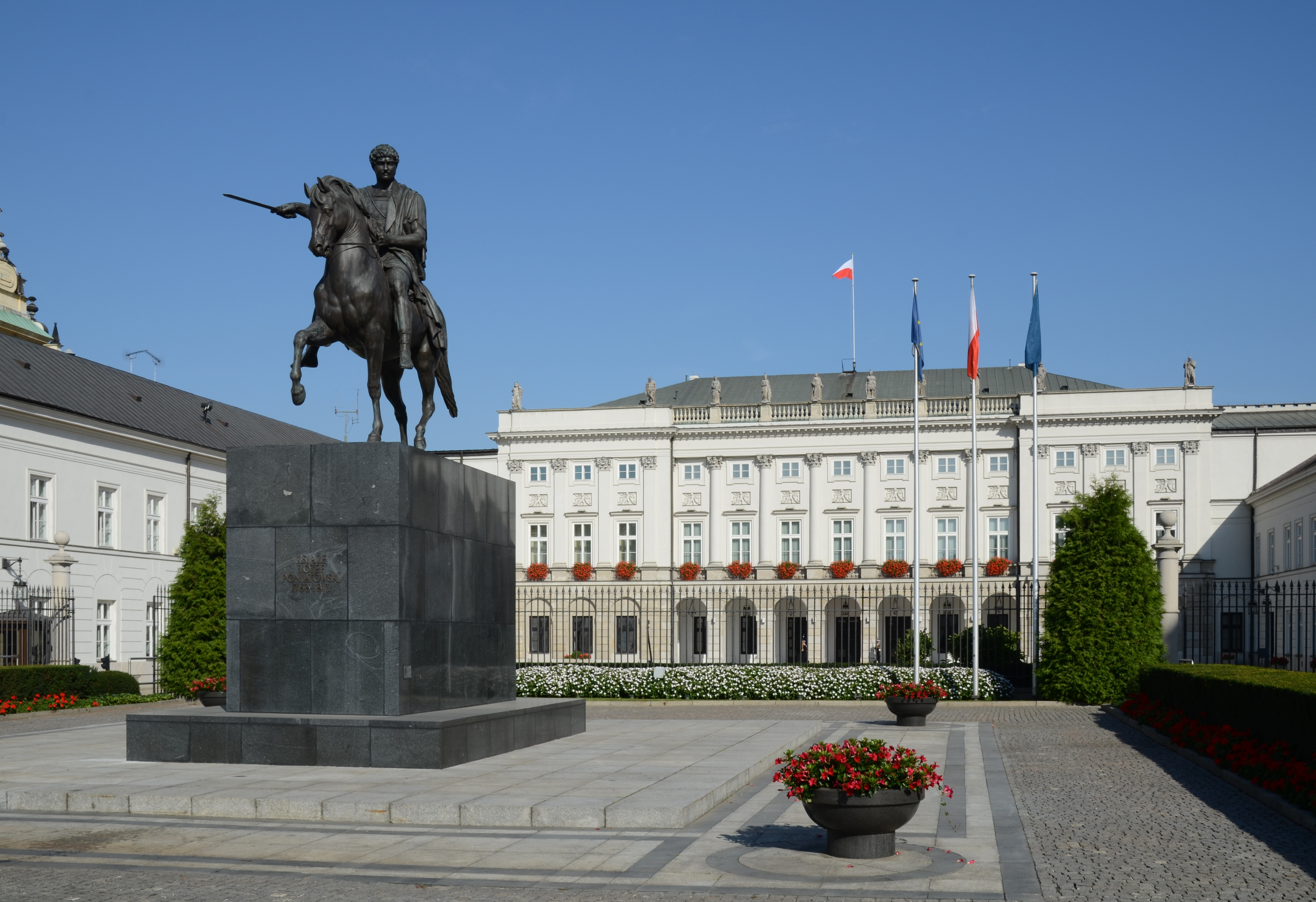
從正面看華沙總統府。前庭立有约泽夫·波尼亚托夫斯基銅像。

總統府（波蘭語：Pałac Prezydencki）是位於波蘭首都華沙的官署建築，為波蘭的總統府，坐落於華沙中區的克拉科夫郊區街46與48號。
該建物最早修建於1643年，當時名為「科涅茨波爾斯基宮」（Pałac Koniecpolskich），之後歷經多次改建，今日所見之建物則建於1818年。在1791年，五三憲法就是在這裡起草的。1818年開始，此處成為一座政府建築。在波蘭會議王國時期，這裡是俄羅斯的總督府。一戰結束波蘭恢復獨立之後，這裡成為波蘭政府的辦公場所。二戰期間，這裡被德國佔領，並在華沙起義失敗後的摧毀行動中得以倖存。戰爭結束之後，這裡再次成為波蘭政府的辦公地點。1994年7月起，這裡成為波蘭總統的辦公處所，以取代規模較小的美景宮。

## 外部連結
- （波兰語） Virtual Tour

52°14′34″N 21°00′57″E / 52.24278°N 21.01583°E